# Zombie (canción)
«Zombie» es el primer sencillo del segundo álbum de estudio, No Need to Argue, del grupo irlandés The Cranberries, publicado el 14 de septiembre de 1994. 
La letra, escrita por Dolores O'Riordan, habla sobre el conflicto de Irlanda del Norte, desde el Alzamiento de Pascua de 1916. La canción fue creada como protesta por el atentado perpetrado por el Ejército Republicano Irlandés Provisional (IRA, por sus siglas en inglés) en la ciudad británica de Warrington en 1993, en el que murieron dos niños, Jonathan Ball de 3 años y Tim Parry de 12. Ball murió en el lugar de la explosión como resultado de las heridas infligidas por la metralla, y cinco días después, Parry perdió la vida en el hospital como resultado de sus heridas en la cabeza. O'Riordan decidió escribir una canción que reflexionara sobre el evento y la muerte de los niños después de visitar la ciudad.
Se ha consagrado como el tema más popular del cuarteto irlandés. De hecho, se alzó con el premio a la Mejor Canción en los Premios MTV Europa de 1995.

## Contexto y composición
Dolores O'Riordan compuso la canción tras tener "la sensación" de que tenía que escribir un tema inspirado en el atentado de Warrington, antes de que la canción llegara de forma "subconsciente" mientras transcurría la gira inglesa de The Cranberries en 1993.

## Vídeo musical
El video musical se editó en 1994, teniendo como director a Samuel Bayer y producido por Doug Friedman y H.S.I. Productions.
En el video, Dolores O'Riordan, vocalista de la banda, está pintada de oro y rodeada de niños, pintados de plata; su posición está inspirada en el martirio de San Sebastián. Se pueden ver también imágenes en blanco y negro de soldados británicos en Irlanda del Norte, en situación cotidiana, haciendo patrulla por las calles de las ciudades norirlandesas y al grupo tocando la canción en un escenario callejero. 
El video fue la insignia de la cadena de televisión MTV durante las semanas en las que se emitió, convirtiéndose en uno de los vídeos más pedidos y reconocibles de la década de 1990. Estuvo nominado como mejor video de rock alternativo por la MTV.

## Lista de canciones
CD1
1. «Zombie» – 5:06
2. «Away» – 2:39
3. «I Don't Need» – 3:31
4. «So Cold In Ireland» (B-Sides)

CD2 (Edición limitada)
1. «Zombie» – 5:09
2. «Waltzing Back» (En vivo en el Fleadh Festival, 11 de junio de 1994) – 3:45
3. «Linger» (En vivo en el Fleadh Festival, 11 de junio de 1994) – 5:25

CD Promo
1. «Zombie» (Versión Editada) – 3:55
2. «Zombie» (Versión del álbum) – 5:06

## Posicionamiento en listas y certificaciones
| Lista (1994)                            | Mejor posición |
| --------------------------------------- | -------------- |
| Irlanda (Irish Singles Chart)           | 3              |
| Reino Unido (UK Singles Chart)          | 14             |
| Estados Unidos (Hot 100 Airplay)        | 22             |
| Estados Unidos (Mainstream Rock Tracks) | 32             |
| Estados Unidos (Modern Rock Tracks)     | 1              |
| Estados Unidos (Top 40 Mainstream)      | 18             |
| Canadá (RPM Top Singles)                | 19             |
| Lista (1995)                            | Posición       |
| Alemania (Media Control AG)             | 1              |
| Australia (ARIA Charts)                 | 1              |
| Austria (Ö3 Austria Top 40)             | 2              |
| Bélgica (Flandes) (Ultratop 50)         | 1              |
| Bélgica (Valonia) (Ultratop 50)         | 1              |
| Dinamarca (IFPI)                        | 1              |
| España (Los 40)                         | 1              |
| Eurochart Hot 100                       | 2              |
| Francia (SNEP)                          | 1              |
| Noruega (VG-lista)                      | 2              |
| Nueva Zelanda (RIANZ)                   | 5              |
| Países Bajos (Dutch Top 40)             | 3              |
| Suecia (Hitlistan)                      | 2              |
| Suiza (Schweizer Hitparade)             | 2              |

| País        | Organismo certificador | Certificación | Ref.   |
| ----------- | ---------------------- | ------------- | ------ |
| Alemania    | BVMI                   | Platino       | [ 19 ] |
| Australia   | ARIA                   | Platino       | [ 20 ] |
| Austria     | IFPI Austria           | Oro           | [ 21 ] |
| Reino Unido | BPI                    | Plata         | [ 22 ] |

### Sucesión en listas
| Anterior: «What's the Frequency, Kenneth?» de R.E.M.  | Modern Rock Tracks — Sencillo número uno 29 de octubre de 1994 — 3 de diciembre de 1994 | Siguiente: «About a Girl (en vivo)» de Nirvana         |
| Anterior: «All I Wanna Do» de Sheryl Crow             | ARIA Charts — Sencillo número uno 18 de diciembre de 1994 — 5 de febrero de 1995        | Siguiente: «Another Night» de MC Sar & The Real McCoy  |
| Anterior: «Tears Don't Lie» de Mark 'Oh               | Media Control Charts — Sencillo número uno 3 de febrero de 1995 — 10 de febrero de 1995 | Siguiente: «Conquest of Paradise» de Vangelis          |
| Anterior: «Old Pop in an Oak» de Rednex               | Danish Singles Chart — Sencillo número uno 4 de febrero de 1995 — 11 de febrero de 1995 | Siguiente: «Stay Another Day» de East 17               |
| Anterior: «Short Dick Man» de 20 Fingers con Gillette | French Singles Chart — Sencillo número uno 4 de marzo de 1995 — 25 de abril de 1995     | Siguiente: «Pour que tu m'aimes encore» de Céline Dion |

## Versión de Bad Wolves
Una versión grabada por la banda estadounidense de heavy metal Bad Wolves se lanzó el 19 de enero de 2018 como el tercer sencillo de su primer álbum de estudio Disobey. Esta versión obtuvo el número uno en las listas de música rock de Billboard, incluyendo el Hard Rock Digital Songs y el Mainstream Rock Songs. Asimismo, gracias a esta versión, la banda consiguió su mejor desempeño en el Billboard Hot 100, alcanzando el número 54. 
El vídeo musical dirigido por Wayne Isham, cuenta con más de 307 millones de reproducciones en Youtube y se publicó días después del fallecimiento de O'Riordan por lo que se convirtió en un homenaje a la cantante.

## Posicionamiento en listas
| Lista (2018)                                  | Mejor posición |
| --------------------------------------------- | -------------- |
| ARIA Charts                                   | 26             |
| Canadian Hot 100                              | 47             |
| Syndicat National de l'Édition Phonographique | 7              |
| Scottish Singles and Albums Charts            | 28             |
| Swiss Hitparade                               | 48             |
| (Billboard) Hot 100                           | 54             |
| Estados Unidos Alternative Songs              | 26             |
| US Mainstream Rock (Billboard)                | 1              |

## En la cultura popular
- El artista de artes marciales mixtas The Korean Zombie ha usado "Zombie" como su canción de entrada desde su pelea en 2012 con Dustin Poirier.
- El jugador de béisbol Chris Taylor seleccionó "Zombie" como su canción de entrada para la 2019 Los Angeles Dodgers temporada.
- La canción aparece en el clímax de la serie 2 de Derry Girls, episodio 5, tras el anuncio del alto el fuego del IRA Cronología de las acciones provisionales del Ejército Republicano Irlandés (1992-1999).
- Flight Simulator Digital Combat Simulator utilizó una portada hecha por Damned Anthem para su tráiler "DCS WORLD | 2020 AND BEYOND".
- La canción se utilizó en la segunda temporada de la serie de televisión Roswell, New Mexico como música de fondo para las escenas de la primera. episodio titulado "Stay (I Missed You)" que se emitió el 16 de marzo de 2020. La Showrunner Carina Adly Mackenzie dijo que la canción se usó por varias razones, incluso como una "connotación política", y agregó que "[es] una canción increíblemente poderosa" que evoca "mucha emoción".
- La canción aparece en el cuarto episodio de la primera temporada de This Way Up cuando Aisling Bea y Sharon Horgan la cantan como sus personajes Aine y Shona, respectivamente.
- En 2021, la versión acústica de la canción apareció en la banda sonora de la película de zombis Army of the Dead de Zack Snyder. La canción se reprodujo al final de la película.